# STS-47
是历史上第五十次航天飞机任务，也是奋进号航天飞机的第二次太空飞行。

## 任务成员
- 罗伯特·吉布森（Robert L. Gibson，曾执行、以及任务），指令长
- 柯提斯·布朗（Curtis Brown，曾执行、以及任务），飞行员
- 马克·李（Mark C. Lee，曾执行、以及任务），任务专家
- 简·戴维斯（Jan Davis，曾执行、以及任务），任务专家
- 杰罗姆·阿普特（Jerome Apt，曾执行、以及任务），任务专家
- 梅·杰米森（Mae Jemison，曾执行任务），有效载荷专家
- 毛利卫（Mamoru Mohri，日本宇航员，曾执行以及任务），有效载荷专家

### 替补有效载荷专家
- 向井千秋（Chiaki Naito-Mukai，日本宇航员，曾执行以及任务）
- 土井隆雄（Takao Doi，日本宇航员，曾执行任务）
- 斯坦利·科斯扎拉克（Stanley L. Koszelak）

## 外部連結
- NASA mission summary（页面存档备份，存于）
- STS-47 Video Highlights
- Project POSTAR（页面存档备份，存于）